# Lauterbach (Familienname)
Lauterbach ist ein deutscher Familienname.

## Namensträger

### A
- Aegidius Lauterbach (Hubert Lauterbach; 1768–1851), deutscher Pfarrer, siehe St. Georg (Blens)
- Albert Lauterbach (1904–1986), austroamerikanischer Ökonom
- Anastassia Lauterbach  (* 1972), deutsch-russische Managerin
- Andrea Lauterbach (* 1978), deutsche Moderatorin
- Ann Lauterbach (* 1942), US-amerikanische Lyrikerin
- Anton Lauterbach (1502–1569), deutscher Theologe und Reformator

### B
- Barthel Lauterbach (1515–1578), deutscher Adliger und Amtmann
- Benjamin Lauterbach (* 1975), deutscher Schriftsteller, Lektor und Fernsehjournalist
- Boris Lauterbach (König Boris; * 1974), deutscher Musiker
- Brigitta Großmann-Lauterbach (1923–1965), deutsche Bildhauerin, Bildschnitzerin und Keramikerin
- Bruni Wildenhein-Lauterbach (* 1947), deutsche Politikerin (SPD)
- Burkhart Lauterbach (* 1951), deutscher Ethnologe und Hochschullehrer

### C
- Carl Lauterbach (1906–1991), deutscher Maler

### E
- Ellen Lauterbach (1923–2011), deutsche Politikerin (SPD)
- Enise Lauterbach (* 1975), deutsche Ärztin und Unternehmerin
- Erhard Lauterbach (1570–1649), deutscher Theologe und Pfarrer

### F
- Franz Lauterbach (1865–1933), deutscher Maler und Unternehmer
- Fritz Lauterbach (1877–1951), deutscher Chemiker und Unternehmer
- Frizz Lauterbach (* 1970), deutscher Musikjournalist und Autor

### G
- Georg Burkhard Lauterbach (1683–1751), deutscher Bibliothekar

### H
- Hans Lauterbach (1897–1972), deutscher Architekt und Fotograf
- Heiner Lauterbach (* 1953), deutscher Schauspieler und Synchronsprecher
- Heinrich Lauterbach (Architekt) (1893–1973), deutscher Architekt, Architekturtheoretiker und Hochschullehrer
- Heinrich Lauterbach (Politiker) (1925–1996), deutscher Pädagoge und Politiker (CDU)
- Henry Lauterbach (* 1957), deutscher Leichtathlet
- Hermann O. Lauterbach (1926–2015), deutscher Schriftsteller
- Hieronymus Lauterbach (1531–1577), deutscher Astronom, Mathematiker, Kalendermacher und Humanist
- Hilmar Lauterbach (1869–1942), deutscher Kunstschmied, Ziseleur und Hochschullehrer

### I
- Ingrid Lauterbach (* 1960), deutsch-britische Schachspielerin
- Iris Lauterbach (* 1959), deutsche Kunsthistorikerin und Hochschullehrerin

### J
- Jacob Zallel Lauterbach (1873–1942), österreichisch-US-amerikanischer Rabbiner und Talmudgelehrter
- Johann Lauterbach (1531–1593), deutscher Pädagoge, Kirchenlieddichter und Geschichtswissenschaftler
- Johann Balthasar Lauterbach (1663–1694), deutscher Mathematiker, Architekt und Hochschullehrer
- Johann Christoph Lauterbach (Kartograf) (1675–1744), deutscher Kartograf und Ingenieuroffizier
- Johann Christoph Lauterbach (Musiker) (1832–1918), deutscher Musiker und Musikpädagoge
- Josefine Lauterbach (1909–1972), österreichische Mittelstreckenläuferin, Handballspielerin und Fußballspielerin
- Julius Lauterbach (1877–1937), deutscher Kapitän und Autor
- Julius August Lauterbach (1800–1858), deutscher Verwaltungsbeamter und Politiker

### K
- Karl Lauterbach (Biologe) (1864–1937), deutscher Biologe und Kolonialgeograph
- Karl Lauterbach (Politiker, 1878) (1878–1952), deutscher Politiker (Wirtschaftspartei)
- Karl Lauterbach (* 1963), deutscher Mediziner, Gesundheitsökonom und Politiker (SPD)
- Kerstin Lauterbach (* 1959), deutsche Politikerin (Linkspartei, PDS)
- Konstanze Lauterbach (1954–2025), deutsche Theaterregisseurin
- Kurt Lauterbach (Sänger) (1920–1993), deutscher Tenorbuffo, Komiker, Entertainer und Schauspieler
- Kurt Lauterbach (Basketballtrainer) (1921–2010), deutscher Basketballtrainer und -funktionär

### L
- Leo Lauterbach (1886–1968), israelischer Verbandsfunktionär
- Lothar Lauterbach (1929–2022), deutscher Schnitzer und Naturschützer
- Ludwig von Lauterbach (1852–?), österreichischer Generalmajor

### M
- Marc Lauterbach (* 1990), deutscher Handballspieler
- Maya Lauterbach (* 2002), deutsche Schauspielerin

### P
- Paul Lauterbach (1860–1895), deutscher Übersetzer
- Peter Lauterbach (Landrat) (1896–nach 1951), deutscher Verwaltungsbeamter, Landrat von Schleiden
- Peter Lauterbach (* 1976), deutscher Sportmoderator und Manager
- Poppo Christian Lauterbach († 1667), sächsischer Amtmann und Hofbeamter

### R
- Reiner Lauterbach (* 1954), deutscher Mathematiker und Hochschullehrer
- Reinhard Lauterbach (* 1955), deutscher Journalist und Historiker
- Richard Lauterbach (Leichtathlet), deutscher Leichtathlet
- Richard Lauterbach (Journalist) (1914–1950), US-amerikanischer Journalist
- Robert Lauterbach (1915–1995), deutscher Geophysiker und Hochschullehrer
- Rolf Thomas Lauterbach (1912–1984), österreichischer Architekt
- Rudolf Lauterbach (1890–1976), deutscher Drucker

### S
- Samuel Friedrich Lauterbach (1662–1728), deutscher Theologe und Historiker
- Sascha Lauterbach (Footballspieler) (* 1978), deutscher American-Football-Spieler
- Sascha Lauterbach (Moderator) (* 1979), deutscher Fernsehmoderator, Journalist und Redakteur

### T
- Thomas Lauterbach (* 1951), deutscher Maler

### U
- Ulrich Lauterbach (1911–1988), deutscher Theaterintendant und Regisseur
- Ute Lauterbach (* 1955), deutsche Sachbuchautorin

### W
- Werner Lauterbach (Verleger) (1913–1986), deutscher Politiker und Verleger
- Werner Lauterbach (Schachspieler) (1913–1989), deutscher Theologe, Schachspieler und -autor
- Werner Lauterbach (Heimatforscher) (1930–2012), deutscher Heimatforscher und Publizist
- Wilhelm Lauterbach, Pseudonym von Heinrich Julius Klaproth (1783–1835), deutscher Sinologe, Orientalist und Forschungsreisender
- Wolfgang Lauterbach (Richter) (1893–1973), deutscher Rechtswissenschaftler und Richter
- Wolfgang Lauterbach (Soziologe) (* 1960), deutscher Soziologe und Hochschullehrer
- Wolfgang Adam Lauterbach (Jurist) (1618–1678), deutscher Jurist und Hochschullehrer
- Wolfgang Adam Lauterbach (Geistlicher) (1660–1732), deutscher Geistlicher
- Wolfram Lauterbach (* 1952), deutscher Leichtathlet